# Liste der Pfarren im Dekanat Friesach
Das Dekanat Friesach ist ein Dekanat der römisch-katholischen Diözese Gurk.
Es umfasst 16 Pfarren.

## Pfarren mit Kirchengebäuden
| Ort                  | Patrozinium            | Kirchengebäude | Bild |
| -------------------- | ---------------------- | --- | ---- |
| Dobritsch            | Hl. Martin             | Pfarrkirche Dobritsch |      |
| Feistritz ob Grades  | Hl. Martin             | Pfarrkirche Feistritz ob Grades |      |
| Friesach             | Hl. Bartholomäus       | Pfarrkirche Friesach Filialkirche Heiligenblutkirche (Seminarkirche), Filialkirche St. Peter am Petersberg, Filialkirche St. Thomas in Hartmannsdorf, Filialkirche Annakapelle auf dem Geiersberg |      |
| Gaisberg             | Hl. Georg              | Pfarrkirche Gaisberg |      |
| Grades               | Hl. Andreas            | Pfarrkirche Grades Wallfahrtskirche St. Wolfgang ob Grades |      |
| Grafendorf           | Hl. Jakobus der Ältere | Pfarrkirche Grafendorf bei Friesach Filialkirche St. Mauritzen |      |
| Hohenfeld            | Hl. Radegundis         | Pfarrkirche Hohenfeld Filialkirche St. Magdalena |      |
| Ingolsthal           | Hl. Gotthard           | Pfarrkirche Ingolsthal |      |
| Kärntnerisch Laßnitz | Hl. Jakobus der Ältere | Pfarrkirche Kärntnerisch Laßnitz |      |
| Metnitz              | Hl. Leonhard           | Pfarrkirche Metnitz Filialkirche Kalvarienbergkapelle, Filialkirche Maria Höfl |      |
| Micheldorf           | Hl. Vitus              | Pfarrkirche Micheldorf Filialkirche Lorenzenberg |      |
| Oberhof              | Hl. Nikolaus           | Pfarrkirche Oberhof |      |
| St. Salvator         | Hl. Salvator           | Pfarrkirche St. Salvator Filialkirche Staudachhof |      |
| St. Stefan           | Hl. Stephanus          | Pfarrkirche St. Stefan bei Dürnstein Filialkirche Herz-Jesu Kapelle in Dürnstein, Filialkirche St. Jakob in der Wiegen, Filialkirche Kalvarienbergkapelle                                         |      |
| Zeltschach           | Hl. Andreas            | Pfarrkirche Zeltschach |      |
| Zienitzen            | Hl. Georg              | Pfarrkirche Zienitzen |      |